# Australian Recording Industry Association
L'Australian Recording Industry Association també coneguda per les seves sigles ARIA, és un grup comercial que representa a la indústria musical australiana, que va ser establir el 1983 per part de les sis grans companyies discogràfiques, EMI, Festival, CBS, RCA, WEA i Universal reemplaçant l'Association of Australian Record Manufacturers (AARM) que es va formar el 1956. Supervisa la recopilació, administració i distribució de la música autoritzada i les corresponents regalies. L'associació té més de cent membres, incloent petites companyies que funcionen típicament des d'una fins a cinc persones, organitzacions mitjanes i grans companyies internacionals. L'ARIA és administrada per un Consell de Direcció comprès per alts executius de les companyies discogràfiques, tant petites com grans. És l'homòleg australià de la Recording Industry Association of America (RIAA).
L'ARIA és comunament vista com a menys agressiva que la seva homòloga nord-americana, la RIAA. Del període 2005-2006, la RIAA ha apuntat a individus, un moviment no apreciat per la majoria dels australians, particularment les generacions més joves. La cerca llançada per l'ARIA va demostrar que les tendències anuals han mostrat que en l'arxiu compartit no va haver-hi un augment i no hi havia senyal del canvi.
El 2006 l'ARIA, Motorola i Nova van formar una aliança, portant amb si una nova etapa a les llistes musicals de l'ARIA. Motorola és ara el patrocinador oficial de les llistes musicals de l'ARIA (ara conegudes com les llistes musicals de l'ARIA Motorola), un tracte en el qual es veurà la re-introducció de les llistes impreses a les botigues de música a tota Austràlia, promocions circumdants d'artistes locals i internacionals i el llançament d'un nou lloc web per a les llistes musicals. El grup Nova Radi Network és ara el col·laborador i promotor oficial de les llistes musicals de l'ARIA Motorola - difonent les llistes de música australianes, publicades cada diumenge amb Jabba, a les 3pm EDST.

## Metodologia per a les seves llistes
Actualment, l'ARIA compila els arxius les vendes musicals en la seva base de dades de la majoria dels detallistes musicals d'Austràlia. La base de dades es compila amb dades provinents de cada botiga, i les dades de l'ARIA a nivell de vendes són extrapolades per tal d'aconseguir una 'millor estimació' de les vendes totals reals de cada títol. Els títols són classificats d'acord amb el seu 'pes' en vendes.
Les llistes es calculen setmanalment els diumenges. Es basen en vendes musicals al detall dins d'Austràlia per la 'setmana-musical', la qual inicia el diumenge i acaba el divendres. Les noves llistes són normalment penjades al lloc web oficial de l'ARIA els diumenges a la nit (hora de l'est d'Austràlia). La Llista Club és compilada setmanalment pel que reporten els DJs d'un costat a un altre d'Austràlia.
D'acord amb l'ARIA, un senzill musical, àlbum o DVD que ha venut un mínim de 35.000 còpies a les botigues al detall pot certificar-se amb disc d'or, i si supera les 70.000 còpies rebrà la certificació de disc de platí.
| Àlbums i senzills | Àlbums i senzills | DVD musicals | DVD musicals |
| ----------------- | ----------------- | ------------ | ------------ |
| Or                | Platí             | Or           | Platí        |
| 35.000            | 70.000            | 7.500        | 15.000       |